# Greg Gibson (zapaśnik)
Gregory P. „Greg” Gibson (ur. 20 listopada 1953 w Stafford w stanie Wirginia) – amerykański zapaśnik w stylu klasycznym. Wicemistrz olimpijski z Los Angeles 1984 roku. Trzykrotny medalista Mistrzostw Świata. Zwycięzca Igrzysk Panamerykańskich z 1983 roku. Zwycięzca Pucharu Świata w 1980 i 1985; drugie miejsce w 1981, 1982, 1984 w stylu wolnym; trzeci w 1982 roku w stylu klasycznym. Wojskowy mistrz świata w 1983 roku.